# کتیبه کیش

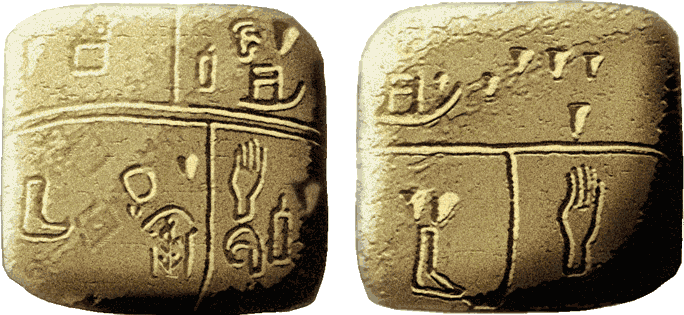
عکس نمونه گچی کتبه کیش که در موزه اشمولین نگهداری می‌شود.

کتیبه کیش اشاره به کتیبه آهکی کشف شده در شهر باستانی سوری کیش در عراق به قدمتی در حدود ۳۵۰۰ سال پیش از میلاد (اواسط دوره اوروک) دارد. کتیبه کیش دارای نوشتاری به خط میخی تصویری (ابتدایی‌ترین نوع خط میخی) می‌باشد.
برخی از محققان قدمت آن را به ۳۳۵۰ تا ۳۲۰۰ پیش از میلاد تخمین زده‌اند.
یک نمونه مصنوعی گچی از آن در موزه اشمولین در انگلستان می‌باشد.